# علم الآشوريات
علم الآشوريات أو علم الأشّوريات علم تاريخ الأشوريين ولغتهم هو دراسة آثار وتاريخ ولغة حضارة بلاد الرافدين القديمة والحضارات المتعلقة التي استعملت الكتابة المسمارية.
يوفر العدد الكبير من الألواح الطينية المسمارية التي احتفظت بها الحضارات السومرية-الأكادية والآشورية-البابلية مصدرًا كبيرًا للغاية لدراسة تلك الفترة. تعتبر المدن ودول المدن الأولى في المنطقة وفي العالم مثل أور ذات قيمة أثرية لا تقدر بثمن لدراسة نمو التحضر.
قام علماء الآشوريات بتطوير كفاءتهم في اللغتين الرئيسيتين في بلاد ما بين النهرين: الأكدية (بما في ذلك لهجاتها الرئيسية) والسومرية. الإلمام باللغات المجاورة مثل العبرية الكتابية، والحثية، والعيلامية، والحورية، والهند الأناضولية (وتسمى أيضًا الهند الحثية)، والآرامية الإمبراطورية، واللهجات الآرامية الشرقية، والفارسية القديمة، والكنعانية مفيدة لأغراض المقارنة، ومعرفة أنظمة الكتابة. التي تستخدم عدة مئات من العلامات الأساسية. يوجد الآن العديد من الدراسات النحوية المهمة والمساعدات المعجمية. على الرغم من أن العلماء يمكنهم الاستفادة من مجموعة كبيرة من الأدبيات، إلا أن بعض الألواح مكسورة، أو في حالة النصوص الأدبية حيث قد يكون هناك العديد من النسخ، غالبًا ما تكون اللغة والقواعد غامضة. يجب أن يكون الباحثون قادرين على قراءة وفهم اللغات الإنجليزية والفرنسية والألمانية الحديثة، حيث يتم نشر المراجع والقواميس والمجلات المهمة بهذه اللغات.

## المصطلح

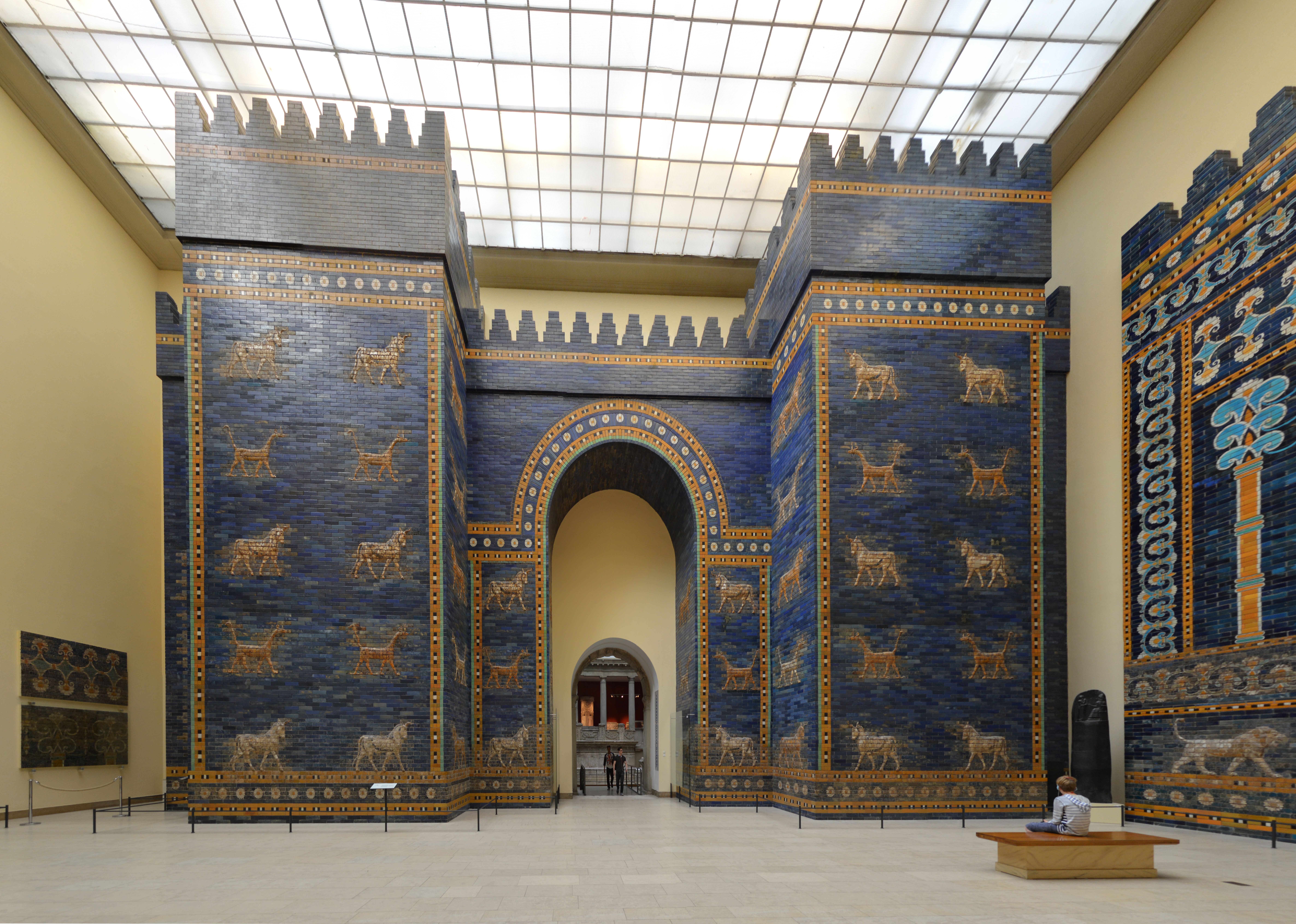
إعادة بناء بوابة عشتار البابلية في متحف بيرغامون في برلين

استخدم هذا المصطلح لأول مرة من قبل إرنست رينان في عام 1859 كموازٍ لمصطلح علم المصريات، في مناقشة ترجمة المصطلحات الآشورية من اللغات المسمارية الأخرى. بحلول عام 1897، وصف فريتز هوميل هذا المصطلح بأنه مضلل، واليوم تسمي الجمعية الدولية لعلم الآشوريات نفسها المصطلح «قديم الطراز».
يعتبر هذا المصطلح غامضًا على نطاق واسع، حيث يتم تعريفه بطرق مختلفة من قبل علماء مختلفين في هذا المجال. واليوم، تُستخدم أيضًا مصطلحات بديلة مثل «الدراسات المسمارية» أو «دراسة الشرق الأدنى القديم».
في الأصل يشير علم الآشوريات في المقام الأول إلى دراسة النصوص باللغة الآشورية المكتشفة بكميات كبيرة في شمال العراق الحديث، آشور القديمة، بعد اكتشافها الأولي في خورس آباد عام 1843. على الرغم من أن فك رموز الكتابة المسمارية الفارسية القديمة قد تم قبل ذلك، نفذت الكثير من عمليات فك رموز الكتابة المسمارية اللاحقة باستخدام النقوش الملكية الأخمينية متعددة اللغات، ومقارنة اللغة الفارسية التي تم فك شفرتها سابقًا مع الكتابة المسمارية الآشورية حيث يتم استخدامها في النصوص المتوازية. بدأ استخدام هذا المصطلح في التوسع بعد أن لوحظ أنه بالإضافة إلى اللغة الفارسية القديمة والآشورية، واستخدمت الكتابة المسمارية للغة البابلية الشقيقة. لقد انفصلت اللغة البابلية والآشورية حوالي عام 2000 قبل الميلاد عن أسلافهم، وهي لغة سامية قديمة أشار إليها المتحدثون باسم «الأكدية».
منذ عام 1877، أظهرت الحفريات في جيرسو أنه قبل اللغة الأكدية، استخدمت الكتابة المسمارية لكتابة لغة مختلفة تمامًا، وهي اللغة السومرية. لذلك أصبح «العلم السومري» تدريجياً فرعاً من علم الآشوريات. أظهرت الأبحاث اللاحقة أنه خلال الألفية الثانية قبل الميلاد، استخدمت الكتابة المسمارية أيضًا في لغات أخرى مثل الأوغاريتية أو الحورية أو الحيثية أو العيلامية، والتي أصبحت مدرجة تحت مصطلح علم الآشوريات الغامض بشكل متزايد. يشير المصطلح اليوم إلى دراسة النصوص المكتوبة بالخط المسماري، بغض النظر عما إذا كان النص من مصر أو سومر أو آشور.

## التاريخ

### من العصور القديمة الكلاسيكية إلى الحفريات الحديثة
لقرون عديدة، كانت المعرفة الأوروبية ببلاد ما بين النهرين مقتصرة إلى حد كبير على مصادر كلاسيكية مشكوك فيها في كثير من الأحيان، بالإضافة إلى كتابات الكتاب المقدس. منذ العصور الوسطى فصاعدًا، كانت هناك تقارير متفرقة عن آثار بلاد ما بين النهرين القديمة. في وقت مبكر من القرن الثاني عشر، تم التعرف بشكل صحيح على آثار نينوى من قبل بنيامين التطيلي، المعروف أيضًا باسم بنيامين ابن يونا، وهو حاخام من نافارا، الذي زار يهود الموصل وآثار آشور خلال رحلاته في جميع أنحاء الشرق الأوسط. تم التعرف على مدينة بابل في عام 1616 من قبل بيترو ديلا فالي. قدم بيترو «أوصافًا رائعة» للموقع، وأعاد إلى أوروبا الطوب المنقوش الذي وجده في نينوى وأور.